# Partecipanti al Grand Prix de Denain 2024
Elenco dei partecipanti al Grand Prix de Denain 2024.
Il Grand Prix de Denain 2024 è stato la sessantacinquesima edizione della corsa. Alla competizione presero parte venti squadre: nove con licenza UCI World Tour 2024, sette UCI ProTeam e quattro UCI Continental Team.
Accreditati alla partenza 137 ciclisti.

## Corridori per squadra
Nota: R ritirato, NP non partito, FT fuori tempo, SQ squalificato
| UAE Team Emirates               | UAE Team Emirates               | UAE Team Emirates               | Soudal Quick-Step       | Soudal Quick-Step        | Soudal Quick-Step       | Team Jayco AlUla           | Team Jayco AlUla           | Team Jayco AlUla           |
| ------------------------------- | ------------------------------- | ------------------------------- | ----------------------- | ------------------------ | ----------------------- | -------------------------- | -------------------------- | -------------------------- |
| N°                              | Ciclista                        | Clas.                           | N°                      | Ciclista                 | Clas.                   | N°                         | Ciclista                   | Clas.                      |
| 1                               | Juan Sebastián Molano           | 77°                             | 11                      | Yves Lampaert            | 17°                     | 21                         | Max Walscheid              | 45°                        |
| 2                               | Filippo Baroncini               | R                               | 12                      | Ayco Bastiaens           | R                       | 22                         | Amund Grøndahl Jansen      | 31°                        |
| 3                               | Michael Vink                    | 62°                             | 13                      | Gil Gelders              | 74°                     | 23                         | Jan Maas                   | 78°                        |
| 4                               | António Morgado                 | 14°                             | 14                      | Pepijn Reinderink        | R                       | 24                         | Kelland O'Brien            | 24°                        |
| 5                               | Ivo Oliveira                    | R                               | 15                      | Bert Van Lerberghe       | R                       | 25                         | Blake Quick                | 65°                        |
| 6                               | Nils Politt                     | 39°                             | 16                      | Warre Vangheluwe         | 69°                     | 26                         | Elmar Reinders             | 46°                        |
| 7                               | Álvaro Hodeg                    | R                               | 17                      | Jordi Warlop             | R                       |                            |                            |                            |
| Alpecin-Deceuninck              | Alpecin-Deceuninck              | Alpecin-Deceuninck              | Arkéa-B&B Hotels        | Arkéa-B&B Hotels         | Arkéa-B&B Hotels        | Cofidis                    | Cofidis                    | Cofidis                    |
| N°                              | Ciclista                        | Clas.                           | N°                      | Ciclista                 | Clas.                   | N°                         | Ciclista                   | Clas.                      |
| 31                              | Lars Boven                      | 51°                             | 41                      | Luca Mozzato             | 27°                     | 51                         | Stanisław Aniołkowski      | 48°                        |
| 32                              | Samuel Gaze                     | R                               | 42                      | Alan Riou                | R                       | 52                         | Piet Allegaert             | 20°                        |
| 33                              | Timo Kielich                    | 30°                             | 43                      | Amaury Capiot            | 10°                     | 53                         | Nolann Mahoudo             | R                          |
| 34                              | Oscar Riesebeek                 | R                               | 44                      | Daniel McLay             | R                       | 54                         | Christophe Noppe           | 70°                        |
| 35                              | Fabio Van Den Bossche           | 76°                             | 45                      | Nicolas Milesi           | R                       | 55                         | Milan Fretin               | 63°                        |
| 36                              | Stan Van Tricht                 | 42°                             | 46                      | Michel Ries              | R                       | 56                         | Oliver Knight              | R                          |
| 37                              | Simon Dehairs                   | 9°                              | 47                      | Florian Dauphin          | 57°                     | 57                         | Aimé De Gendt              | 8°                         |
| Decathlon AG2R La Mondiale Team | Decathlon AG2R La Mondiale Team | Decathlon AG2R La Mondiale Team | Groupama-FDJ            | Groupama-FDJ             | Groupama-FDJ            | Intermarché-Wanty          | Intermarché-Wanty          | Intermarché-Wanty          |
| N°                              | Ciclista                        | Clas.                           | N°                      | Ciclista                 | Clas.                   | N°                         | Ciclista                   | Clas.                      |
| 61                              | Sam Bennett                     | 11°                             | 71                      | Lewis Askey              | 53°                     | 81                         | Huub Artz                  | 35°                        |
| 62                              | Edvald Boasson Hagen            | 37°                             | 72                      | Stefan Küng              | 26°                     | 82                         | Alexy Faure Prost          | R                          |
| 63                              | Jordan Labrosse                 | 41°                             | 73                      | Eddy Le Huitouze         | 86°                     | 83                         | Arne Marit                 | 50°                        |
| 64                              | Paul Lapeira                    | 72°                             | 74                      | Enzo Paleni              | 67°                     | 84                         | Hugo Page                  | 5°                         |
| 66                              | Damien Touzé                    | R                               | 75                      | Marc Sarreau             | R                       | 85                         | Adrien Petit               | R                          |
| 67                              | Baptiste Veistroffer            | 49°                             | 76                      | Matthew Walls            | R                       | 86                         | Laurenz Rex                | 15°                        |
|                                 |                                 |                                 | 77                      | Titouan Fontaine         | R                       | 87                         | Tim Rex                    | R                          |
| Bingoal WB                      | Bingoal WB                      | Bingoal WB                      | Euskaltel-Euskadi       | Euskaltel-Euskadi        | Euskaltel-Euskadi       | Lotto Dstny                | Lotto Dstny                | Lotto Dstny                |
| N°                              | Ciclista                        | Clas.                           | N°                      | Ciclista                 | Clas.                   | N°                         | Ciclista                   | Clas.                      |
| 91                              | Luca De Meester                 | 82°                             | 101                     | Jon Aberasturi           | R                       | 111                        | Arnaud De Lie              | 4°                         |
| 92                              | Cériel Desal                    | 2°                              | 102                     | Andoni López de Abetxuko | R                       | 112                        | Sébastien Grignard         | R                          |
| 93                              | Michiel Lambrecht               | 66°                             | 103                     | Xabier Berasategi        | 73°                     | 113                        | Milan Menten               | R                          |
| 94                              | Jens Reynders                   | 52°                             | 104                     | Xabier Isasa             | 44°                     | 114                        | Alec Segaert               | 22°                        |
| 95                              | Kenneth Van Rooy                | R                               | 105                     | James Fouché             | 23°                     | 115                        | Liam Slock                 | 28°                        |
| 96                              | Nathan Vandepitte               | R                               | 106                     | Gotzon Martín            | 34°                     | 116                        | Lionel Taminiaux           | 13°                        |
| 97                              | Jelle Vermoote                  | R                               | 107                     | Unai Zubeldia            | R                       | 117                        | Brent Van Moer             | 7°                         |
| Q36.5 Pro Cycling Team          | Q36.5 Pro Cycling Team          | Q36.5 Pro Cycling Team          | TDT-Unibet              | TDT-Unibet               | TDT-Unibet              | Team Flanders-Baloise      | Team Flanders-Baloise      | Team Flanders-Baloise      |
| N°                              | Ciclista                        | Clas.                           | N°                      | Ciclista                 | Clas.                   | N°                         | Ciclista                   | Clas.                      |
| 121                             | Xabier Azparren                 | R                               | 131                     | Jelle Johannink          | 32°                     | 141                        | Alex Colman                | R                          |
| 122                             | Fabio Christen                  | 61°                             | 132                     | Adam Ťoupalík            | 38°                     | 142                        | Jasper Dejaegher           | NP                         |
| 123                             | Szymon Sajnok                   | 56°                             | 133                     | Axel Huens               | 21°                     | 143                        | Noah Vandenbranden         | R                          |
| 124                             | Cyrus Monk                      | 40°                             | 134                     | Hartthijs de Vries       | 12°                     | 144                        | Dylan Vandenstorme         | 59°                        |
| 125                             | Matteo Moschetti                | R                               | 135                     | Martijn Budding          | 75°                     | 145                        | Yentl Vandevelde           | 83°                        |
| 126                             | Jannik Steimle                  | 1°                              | 136                     | Nicklas Amdi Pedersen    | 43°                     | 146                        | Ward Vanhoof               | 19°                        |
| 127                             | Nickolas Zukowsky               | R                               | 137                     | Tomáš Kopecký            | 55°                     | 147                        | Victor Vercouillie         | R                          |
| TotalEnergies                   | TotalEnergies                   | TotalEnergies                   | CIC U Nantes Atlantique | CIC U Nantes Atlantique  | CIC U Nantes Atlantique | Nice Métropole Côte d'Azur | Nice Métropole Côte d'Azur | Nice Métropole Côte d'Azur |
| N°                              | Ciclista                        | Clas.                           | N°                      | Ciclista                 | Clas.                   | N°                         | Ciclista                   | Clas.                      |
| 151                             | Lucas Boniface                  | 71°                             | 161                     | Maël Guégan              | 33°                     | 171                        | Jonathan Couanon           | 79°                        |
| 152                             | Thomas Gachignard               | 29°                             | 162                     | Pierre-Henry Basset      | 60°                     | 172                        | Andrea Mifsud              | R                          |
| 153                             | Lorrenzo Manzin                 | R                               | 163                     | Enzo Boulet              | R                       | 173                        | Alexander Konijn           | R                          |
| 154                             | Geoffrey Soupe                  | R                               | 164                     | Enzo Briand              | R                       | 174                        | Paul Hennequin             | 64°                        |
| 155                             | Anthony Turgis                  | 18°                             | 165                     | Antoine Hue              | 84°                     | 175                        | Jean-Louis Le Ny           | 68°                        |
| 156                             | Baptiste Vadic                  | R                               | 166                     | Matisse Julien           | 58°                     | 176                        | Noah Knecht                | NP                         |
| 157                             | Dries Van Gestel                | 3°                              | 167                     | Jon Rye-Johnsen          | 85°                     | 177                        | Axel Narbonne Zuccarelli   | 87°                        |
| St Michel-Mavic-Auber93         | St Michel-Mavic-Auber93         | St Michel-Mavic-Auber93         | Van Rysel-Roubaix       | Van Rysel-Roubaix        | Van Rysel-Roubaix       |                            |                            |                            |
| N°                              | Ciclista                        | Clas.                           | N°                      | Ciclista                 | Clas.                   |                            |                            |                            |
| 181                             | Alexandre Delettre              | 25°                             | 191                     | Rait Ärm                 | 54°                     |                            |                            |                            |
| 182                             | Lucas Beneteau                  | R                               | 192                     | Kévin Avoine             | 80°                     |                            |                            |                            |
| 183                             | Romain Cardis                   | R                               | 193                     | Maxime Jarnet            | 6°                      |                            |                            |                            |
| 185                             | Joris Delbove                   | 36°                             | 194                     | Emmanuel Morin           | 16°                     |                            |                            |                            |
| 186                             | Jérémy Lecroq                   | R                               | 195                     | Valentin Tabellion       | R                       |                            |                            |                            |
| 187                             | Morné Van Niekerk               | 47°                             | 196                     | Kenny Molly              | 81°                     |                            |                            |                            |
|                                 |                                 |                                 | 197                     | Norman Vahtra            | NP                      |                            |                            |                            |